# Kurixalus idiootocus
Kurixalus idiootocus är en groddjursart som först beskrevs av Mitsuru Kuramoto och Wang 1987.  Kurixalus idiootocus ingår i släktet Kurixalus och familjen trädgrodor. IUCN kategoriserar arten globalt som livskraftig. Inga underarter finns listade i Catalogue of Life.